# Store A
Abderrozak Benarabe (født i 1973 i Danmark), også kaldet Store A, Store Abde eller blot Abde, var ifølge politiet leder af den berygtede indvandrerbande Blågårds Plads-banden, der ifølge Rigspolitiet bestod af 26 kernemedlemmer og en lang række sympatisører. Banden har tidligere været en del af bandekrigen mod rockergrupperingen Hells Angels.
Han er ikke dansk statsborger, men har marokkanske forældre og er født i Danmark. Han er vokset op omkring Blågårds Plads på Nørrebro i København.

## Baggrund
"Store A" er som sine 9 søskende barn af marokkanske forældre, der kom til Danmark i 1970'erne. Han er opvokset på Nørrebro, men er marokkansk statsborger. Som 17-årig blev han tvangsgiftet med en marokkansk pige. Et bryllup, han opløste ved at stikke af på bryllupsnatten.
Hans lillebroder, Abdessamade 'Lille Abde' Benarabe, kom i mediernes søgelys, da BT i 2004 afslørede, at han var ansat af Københavns Kommune som gademedarbejder i Nørrebro-projektet ’Gadepulsen’ samtidigt med, at han var aktiv i den stærkt fundamentalistiske organisation Hizb ut-Tahrir, der går ind for sharia-loven.

### Kriminalitet
Han blev i 1990 idømt ni måneders fængsel for grov vold og røveri. I 1992 blev han idømt 1 år og 3 måneders fængsel for grov vold, og i 1998 blev han idømt 60 dages fængsel for vold.
Han blev i 1999 idømt mere end tre års fængsel for trusler, vold og røveri, og i 2002 fik han to års fængsel for at have distribueret 188 kilo hash til en række hashklubber i København og omegn.
Store A blev i 2008 sigtet i en af dansk kriminalhistories mest spektakulære kriminalsager, den såkaldte lejemordssag. Ifølge anklageskriftet skulle bandelederen have bestilt to lejemordere fra Polen til at myrde fem rivaler i den kriminelle underverden. Sagen var speciel, da der ikke var nogle lig, våben eller tekniske beviser, og politiets kronvidne skiftede under sagen forklaring flere gange. Han blev i landsretten frikendt i lejemordssagen, men kendt skyldig i en volds- og trusselsag, der kørte samtidig.
Den 3. april 2014 blev han i Københavns Byret idømt seks måneders ubetinget fængsel for overfald. En voldssag, hvor han ifølge tiltalen overfaldt en 20-årig kvinde på Blegdamsvej på Nørrebro i maj 2013. Her stak han hende ifølge anklagerne først en kraftig lussing, flere knytnæveslag og sparkede eller trampede hende på kroppen og i ansigtet, mens hun lå ned.

## Borgerkrigen i Syrien

### Fra bandekrig til jihad
Han blev kendt i den brede offentlighed, da han medvirkede i DR2-programmet Fra bandekrig til jihad, der blev sendt den 10. september 2013. I sommeren 2012 rejste han med den prisbelønnede afghanskdanske dokumentarist Nagieb Khaja til det borgerkrigshærgede Syrien. Her kæmpede han i Idlib i det nordlige Syrien på oprørernes side sammen med den militante islamistiske gruppering Ahrar al-Sham i den blodige borgerkrig mod Assad-regimet.
Ahrar al-Sham, betyder Syriens Frie Folk. Det er en islamistisk gruppe, der er udspringer af oprørsbevægelsen mod præsident Assads styre i Syrien. Men i modsætning til Den Frie Syriske Hær kæmper Ahrar al-Sham sammen med andre islamistiske grupper for stram sharialovgivning og et kalifat.
Instruktøren Nagieb Khaja har tidligere fortalt, at han er vidende om, at Store A har været til 'en forebyggende samtale' med Politiets Efterretningstjeneste (PET) efter han er kommet hjem fra Syrien. Den stærkt omdiskuterede dokumentarudsendelse medførte politisk opsigt og kritik, bl.a. fra Naser Khader.
Jørn Vestergaard, professor i strafferet ved Københavns Universitet, vurderede at Store A risikerede en terrorsag i Danmark, men den 7. juni 2014 meddelte Københavns Politi, at man ikke sigter ham for krigsdeltagelse i Syrien og forskellige overtrædelser af terrorbestemmelserne. Politiet skønnede, at det ikke var muligt at fremskaffe de nødvendige beviser – eksempelvis hvilken del af oprørsstyrkerne de to havde tilsluttet sig
Peter Skaarup, retsordfører fra Dansk Folkeparti udtalte bl.a.: "Anklagemyndigheden og justitsministeren skal tage initiativ til en sag om terror i forhold til Store A, og den bør medføre, at vedkommende bliver udvist af landet. Vi vil ikke finde os i, at man både deltager i organiseret kriminalitet og terrorvirksomhed med udgangspunkt her i landet."